# مارگاریتا (پیمونت)
مارگاریتا (به ایتالیایی: Margarita) یک کومونه در ایتالیا است که در استان کونیو واقع شده‌است.

## خصوصیات
مارگاریتا ۱۱٫۵ کیلومترمربع مساحت و ۱٬۴۳۱ نفر جمعیت دارد و ۴۴۸ متر بالاتر از سطح دریا واقع شده‌است.